# Gheorghe Vladutescu
Gheorghe Vlăduțescu (* 8. September 1937 in Târgu Cărbunești, Kreis Gorj) ist ein rumänischer Philosoph, Professor für Philosophie an der Philosophischen Fakultät der Universität Bukarest und seit 1999 ordentliches Mitglied der Rumänischen Akademie.

## Biografie
Gheorghe Vlăduțescu wurde am 8. September 1937 in der Stadt Târgu Cărbunești (Kreis Gorj) geboren. Er graduierte 1962 an der Philosophischen Fakultät der Universität Bukarest, absolvierte anschließend eine Ausbildung als Präparator und wurde schließlich Dozent am Lehrstuhl für Geschichte der Philosophie. 1971 erlangte er den Titel Doktor der Philosophie mit einer Dissertation zur aristotelischen These der Induktion.
1990 wurde er zum Leiter des Instituts für Philosophiegeschichte und Kulturphilosophie gewählt und bekleidete das Amt des Promotionsdirektors. Als ordentlicher Professor lehrte er griechische Philosophie. Er war Gastprofessor am Centre for the Study of Greek Philosophy an der Sorbonne und hielt im In- und Ausland Vorlesungen über griechische und mittelalterliche Philosophie.
Vom 6. Juli 1990 bis zum 1. März 1995 hatte Gheorghe Vlăduțescu im Ministerium für Kultur und Kulte unter den Ministerpräsidenten Theodor Stolojan und Nicolae Văcăroiu das Amt des Staatssekretärs für religiöse Angelegenheiten inne.
Vlăduțescu wurde 1995 zum korrespondierenden Mitglied der Rumänischen Akademie gewählt, 1999 zum ordentlichen Mitglied dieses hohen rumänischen Kultur- und Universitätsforums befördert und bekleidete das Amt des Vizepräsidenten zwischen 2002 und 2006. Er ist Mitglied der International Association for the Protection of Religious Freedom des Europäischen Rates und der UNESCO.
Vlăduțescu ist Gründungsmitglied des Center for Studies in Imagination and Rationality in Craiova sowie Mitglied der Bucharest Classical Studies Society. Im Jahr 2000 wurde er zum Mitglied der Académie des sciences, des arts et des lettres in Paris, Frankreich, gewählt.
Gheorghe Vlăduțescu wurde 2002 die Auszeichnung eines Ritters im Rang eines „Star of Romania“ verliehen.
Wie ehemalige Schüler berichten, legte Vlăduțescu in seinen Vorlesungen großen Wert auf den Zusammenhang der philosophischen Fragestellungen und der Lebensführung jedes Einzelnen.
Gheorghe Vladutescu bezieht das aphoristische Werk von Sorin Cerin aus der Sammlung von Weisheit (Literary Destinies Nr. 8, Dezember 2009, Seiten 26–27) in seinen historischen Rahmen ein.

## Philosophische Werke
- Prometheus vs. Zeus: (Free Thought in Greece and Ancient Rome), Co-Autor Aurelian Tache, Scientific Publishing House, Bukarest, 1967
- Totemismus, Wissenschaftlicher Verlag, Bukarest, 1968
- Französischer Personalismus: Entstehung und Verwirklichung, Wissenschaftlicher Verlag, Bukarest, 1971
- Ethik des Epikur, Bucharest, Wissenschaftlicher Verlag, 1972
- Neotomist Philosophy in France, Wissenschaftlicher Verlag, Bukarest, 1973
- Spiritualismus und Treue in der zeitgenössischen Philosophie, Politică Editions, Bukarest, 1973
- Introduction to the History of Medieval Philosophy: Lights and Shadows in Medieval European Thought, Romanian Encyclopaedic Publishing House, Bukarest, 1973
- The Heresies of the Christian Middle Ages, Enzyklopädischer Verlag, Bukarest, 1974
- Erfahrung und Thronbesteigung in Aristoteles, Scientific and Encyclopedic Publishing House, Bukarest, 1975
- Einführung in die Geschichte der Philosophie des Alten Orients, Scientific and Encyclopedic Publishing House, Bukarest, 1980
- Aristotelian Studies, Co-Autor Mihai Nasta, University of Bukarest Printing Press, 1981
- Philosophy of Romanian Cosmogonic Legends, Minerva-Verlag, Bukarest, 1982
- Philosophy in Ancient Greece, Verlag Albatross, Bukarest, 1984
- Öffnung zu einer möglichen Ontologie: Interpretationen des vorsokratischen, wissenschaftlichen und enzyklopädischen Verlagshauses, Bukarest, 1987
- A History of Philosophical Ideas, Wissenschaftlicher Verlag, Bukarest, 1990
- Philosophie im antiken Griechenland, Verlag Albatros, Bukarest, 1991
- Philosophie im alten Rom: Denkformen und Evolution, Albatross, Bukarest, 1991
- Spanische Philosophie in Texten: Das Mittelalter, die Renaissance, Wissenschaftlicher Verlag, Bukarest, 1991
- Eine Geschichte der griechischen Enzyklopädie, Verlag Paideia, Bukarest, 1994
- Philosophie der frühchristlichen Zentren, Encyclopedic Publishing House, Bukarest, 1995;
- Bufnița Minervei, Wissenschaftlicher Verlag, Bukarest, 1996
- Ontologie und Metaphysik im Griechischen. Presocraticii, Verlag Paideia, Bukarest, 1998
- Reason and Faith, Anthology Coordinated by Gheorghe Vlăduțescu and Septimiu Chelcea, Scientific and Encyclopedic Publishing House, Bukarest, 1988
- Wie Philosophen im antiken Griechenland starben, Ardealul-Verlag, Târgu-Mures, 2000
- Cahiers sur l'histoire de la philosophie et la philosophie de la culture, Paideia, Bukarest, 2001
- Die zwei Sokrates, Verlag Polirom, Bukarest, 2001
- An Encyclopedia of Greek Philosophy, Verlag Paideia, Bukarest, 2001
- Thales von Milet, Verlag Paideia, Bukarest, 2001
- Unkonventionell, zur rumänischen Philosophie, Verlag Paideia, Bukarest, 2002
- Philosophie und Politik: 1957–1962, Verlag Paideia, Bukarest, 2003
- Why the History of Philosophy ?, Paideia Verlag, Bukarest 2003 (Koordinator Gheorghe Vlăduțescu)
- Geschichte der Philosophie in ausgewählten Texten (Sammlung von Texten, zusammengestellt in Zusammenarbeit mit Ion Bănșoiu und Savu Totu), Paideia-Verlag, Bukarest, 2004
- Theologie und Metaphysik in der Kultur des Mittelalters, Verlag Paideia, Bukarest, 2003